# Gerhard Goebel (Romanist)

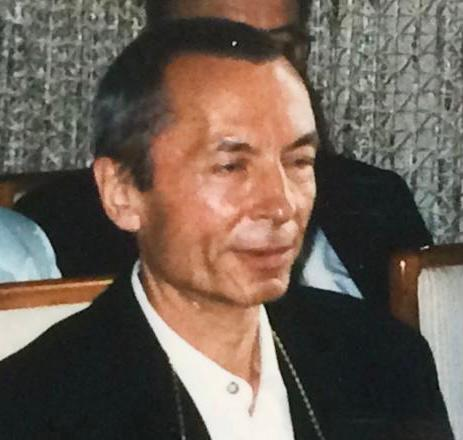
Gerhard Goebel

Gerhard Goebel (ursprünglich Gerhard Bickerich; * 20. Juli 1932 in Berlin; † 9. November 2009) war ein deutscher Romanist und Literaturwissenschaftler.

## Leben und Werk
Goebel, der ursprünglich Gerhard Bickerich hieß, studierte in Berlin zuerst evangelische Theologie, dann Anglistik und Romanistik. Seine wichtigsten Lehrer waren Hans Junecke, Erich Loos, Horst Baader und vor allem Walter Pabst. Ab 1962 war er für drei Jahre Lektor in Dijon. Er promovierte 1965 mit Zur Erzähltechnik in den 'Histoires comiques' des 17. Jahrhunderts (Sorel-Furetière) und habilitierte sich 1970 bei Walter Pabst mit Poeta faber. Erdichtete Architektur in der italienischen, spanischen und französischen Literatur der Renaissance und des Barock (Heidelberg 1971). 1971 wurde er Professor an der Freien Universität Berlin. 1975 wechselte er auf einen Lehrstuhl für französische Literatur an der Universität Hannover. Von 1981 bis 2000 lehrte er französische und italienische Literatur an der Universität Frankfurt.

## Weitere Werke
- (Übersetzung aus dem Französischen) Pierre Klossowski, Der Baphomet. Roman, Reinbek 1968, 1987
- (Unter dem Namen Gerhard Goebel-Schilling) La littérature entre l'engagement et le jeu : pour une histoire de la notion de littérature, Marburg 1988
- (Unter dem Namen Gerhard Goebel-Schilling) (zusammen mit Salvatore A. Sanna und Ulrich Schulz-Buschhaus) Widerstehen. Anmerkungen zu Calvinos erzählerischem Werk, Frankfurt 1990
- Stéphane Mallarmé, Gedichte : französisch und deutsch, übersetzt und kommentiert unter Mitarbeit von Frauke Bünde und Bettina Rommel, Schneider, Gerlingen 1993, ISBN 3-7953-0906-9.
- (Hrsg.) (zusammen mit Bettina Rommel) Stéphane Mallarmé, Kritische Schriften, französisch und deutsch. Übersetzt von Gerhard Goebel unter Mitarbeit von Christine Le Gal. Mit einer Einleitung und Erläuterungen von Bettina Rommel, Gerlingen 1998.